# Campeonato Argentino de Futebol de 2023 – Terceira Divisão (Torneo Federal A)
O Torneo Federal A do Campeonato Argentino de Futebol de 2023, também conhecido simplesmente como Torneo Federal A de 2023, é a 11.ª temporada do Torneo Federal A, certame equivalente à terceira divisão do Campeonato Argentino de Futebol para os clubes diretamente afiliados à Associação do Futebol Argentino (AFA).
O certame é organizado pela Conselho Federal do Futebol Argentino, órgão interno da Associação do Futebol Argentino (AFA). Começou em 10 de março e terminará em 26 de novembro de 2023, com um acesso à Primera Nacional (segunda divisão) e quatro rebaixamentos ao Torneo Regional Federal Amateur (quarta divisão).
A competição é disputada por 36 times: 29 que permaneceram da temporada de 2022, seis que foram promovidos do Torneo Regional Federal Amateur da temporada de 2022–23 (Germinal de Rawson, 9 de Julio de Rafaela, San Martín de Mendoza, Sol de América de Formosa, Atenas de Río Cuarto e El Linqueño), além do Ramón Santamarina, que foi rebaixado da Primera Nacional de 2022.

## Regulamento
A competição será dividida em duas fases: uma fase classificatória (com 4 grupos de 9 clubes cada) e uma fase final (com quatro etapas: oitavas de final, quartas de final, semifinal e final).

### Fase classificatória — Fase de grupos — Primeira fase
Será disputada no sistema de pontos corridos em quatro turnos, totalizando 32 jogos para cada clube [um clube de cada grupo folga a cada rodada]. Ao final das 36 rodadas, os quatro melhores times de cada grupo se classificam para a fase final.

### Fase final — Fase eliminatória
A fase final será disputada pelos 16 times classificados da fase classificatória [fase de grupos]. Para determinação dos chaveamentos será confeccionada uma reclassificação antes do início de cada etapa. Ao final da fase final, o vencedor, além do título de campeão, assegurará uma vaga na segunda divisão de 2024.

### Rebaixamentos
Os quatro piores colocados de cada grupo ao final da final da fase classificatória seriam rebaixados para o Torneo Regional Federal Amateur de 2024. Com a mudança no regulamento, uma repescagem entre esses quatro clubes decidirá os dois clubes que serão rebaixados.

### Critérios de desempate
| - Maior saldo de gols. - Maior número de gols marcados como visitante. | - Melhor posição na reclassificação - Disputa por pênaltis |

## Participantes
| Grupo | Clube                                        | Localidade                  | Região                    |
| ----- | -------------------------------------------- | --------------------------- | ------------------------- |
| A     | Cipolletti                                   | Cipolletti                  | Província de Río Negro    |
| A     | Círculo Deportivo                            | Comandante Nicanor Otamendi | Província de Buenos Aires |
| A     | Germinal                                     | Rawson                      | Província de Chubut       |
| A     | Liniers de Bahía Blanca                      | Bahía Blanca                | Província de Buenos Aires |
| A     | Olimpo                                       | Bahía Blanca                | Província de Buenos Aires |
| A     | Ramón Santamarina                            | Tandil                      | Província de Buenos Aires |
| A     | Sansinena                                    | General Cerri               | Província de Buenos Aires |
| A     | Sol de Mayo                                  | Viedma                      | Província de Río Negro    |
| A     | Villa Mitre                                  | Bahía Blanca                | Província de Buenos Aires |
| B     | Argentino de Monte Maíz                      | Monte Maíz                  | Província de Córdoba      |
| B     | Atenas de Río Cuarto                         | Río Cuarto                  | Província de Córdoba      |
| B     | Ciudad de Bolívar                            | San Carlos de Bolívar       | Província de Buenos Aires |
| B     | Ferro Carril Oeste de General Pico           | General Pico                | Província de La Pampa     |
| B     | Huracán Las Heras                            | Las Heras                   | Província de Mendoza      |
| B     | Juventud Unida Universitario                 | San Luis                    | Província de San Luis     |
| B     | San Martín de San Martín                     | San Martín                  | Província de Mendoza      |
| B     | Sportivo Estudiantes de San Luis             | San Luis                    | Província de San Luis     |
| B     | Sportivo Peñarol de Chimbas                  | Chimbas                     | Província de San Juan     |
| C     | Defensores de Belgrano de Villa Ramallo      | Villa Ramallo               | Província de Buenos Aires |
| C     | Defensores de Pronunciamiento                | Pronunciamiento             | Província de Entre Ríos   |
| C     | Douglas Haig                                 | Pergamino                   | Província de Buenos Aires |
| C     | El Linqueño                                  | Lincoln                     | Província de Buenos Aires |
| C     | Gimnasia y Esgrima de Concepción del Uruguay | Concepción del Uruguay      | Província de Entre Ríos   |
| C     | Independiente de Chivilcoy                   | Chivilcoy                   | Província de Buenos Aires |
| C     | Sportivo Las Parejas                         | Las Parejas                 | Província de Santa Fé     |
| C     | Sportivo Belgrano                            | San Francisco               | Província de Córdoba      |
| C     | Unión de Sunchales                           | Sunchales                   | Província de Santa Fé     |
| D     | 9 de Julio de Rafaela                        | Rafaela                     | Província de Santa Fé     |
| D     | Boca Unidos                                  | Corrientes                  | Província de Corrientes   |
| D     | Central Norte de Salta                       | Salta                       | Província de Salta        |
| D     | Crucero del Norte                            | Garupá                      | Província de Misiones     |
| D     | Gimnasia y Tiro de Salta                     | Salta                       | Província de Salta        |
| D     | Juventud Antoniana                           | Salta                       | Província de Salta        |
| D     | San Martín de Formosa                        | Formosa                     | Província de Formosa      |
| D     | Sarmiento de Resistência                     | Resistência                 | Província del Chaco       |
| D     | Sol de América de Formosa                    | Formosa                     | Província de Formosa      |

## Fase de grupos

### Grupo A
- Atualizado até 29 de outubro de 2023.

| Pos | Equipes              | Pts | J  | V  | E  | D  | GP | GC | SG  |
| --- | -------------------- | --- | -- | -- | -- | -- | -- | -- | --- |
| 1º  | Olimpo               | 70  | 32 | 20 | 10 | 2  | 58 | 20 | 38  |
| 2º  | Villa Mitre          | 67  | 32 | 19 | 10 | 3  | 55 | 14 | 41  |
| 3º  | Cipolletti           | 47  | 32 | 13 | 8  | 11 | 35 | 34 | 1   |
| 4º  | Ramón Santamarina    | 44  | 32 | 11 | 11 | 10 | 33 | 31 | 2   |
| 5º  | Sansinena            | 43  | 32 | 12 | 7  | 13 | 33 | 37 | −4  |
| 6º  | Sol de Mayo (Viedma) | 38  | 32 | 11 | 5  | 16 | 35 | 52 | −17 |
| 7º  | Atlético Germinal    | 34  | 32 | 9  | 7  | 16 | 30 | 45 | −15 |
| 8º  | Círculo Deportivo    | 29  | 32 | 7  | 8  | 17 | 24 | 46 | −22 |
| 9º  | Liniers (BB)         | 24  | 32 | 6  | 6  | 20 | 18 | 42 | −24 |

|  | 0Classificados para a fase final do campeonato e para a Copa da Argentina de 2024 |
|  | 0Classificados para a fase final do campeonato                                    |
|  | 0Repescagem contra o rebaixamento                                                 |

| Fonte: Soccerway — AFA — Solo Ascenso — Promiedos — Mundo Ascenso — Ascenso del Interior |

### Grupo B
- Atualizado até 29 de outubro de 2023.

| Pos | Equipes                      | Pts | J  | V  | E  | D  | GP | GC | SG  |
| --- | ---------------------------- | --- | -- | -- | -- | -- | -- | -- | --- |
| 1º  | Ciudad de Bolívar            | 59  | 32 | 17 | 8  | 7  | 45 | 25 | 20  |
| 2º  | Argentino (MM)               | 58  | 32 | 15 | 13 | 4  | 53 | 27 | 26  |
| 3º  | Juventud Unida Universitario | 51  | 32 | 13 | 12 | 7  | 33 | 23 | 10  |
| 4º  | Atenas de Río Cuarto         | 44  | 32 | 12 | 8  | 12 | 43 | 42 | 1   |
| 5º  | Huracán Las Heras            | 43  | 32 | 12 | 7  | 13 | 29 | 39 | −10 |
| 6º  | San Martín (SM)              | 39  | 32 | 10 | 9  | 13 | 29 | 34 | −5  |
| 7º  | Ferro Carril Oeste (GP)      | 37  | 32 | 10 | 7  | 15 | 31 | 38 | −7  |
| 8º  | Estudiantes (SL)             | 35  | 32 | 8  | 11 | 13 | 33 | 41 | −8  |
| 9º  | Sportivo Peñarol (SJ)        | 25  | 32 | 6  | 7  | 19 | 30 | 57 | −27 |

|  | 0Classificados para a fase final do campeonato e para a Copa da Argentina de 2024 |
|  | 0Classificado para a fase final do campeonato                                     |
|  | 0Repescagem contra o rebaixamento                                                 |

| Fonte: Soccerway — AFA — Solo Ascenso — Promiedos — Mundo Ascenso — Ascenso del Interior |

### Grupo C
- Atualizado até 29 de outubro de 2023.

| Pos | Equipes                       | Pts | J  | V  | E | D  | GP | GC | SG  |
| --- | ----------------------------- | --- | -- | -- | - | -- | -- | -- | --- |
| 1º  | Douglas Haig                  | 67  | 32 | 20 | 7 | 5  | 43 | 22 | 21  |
| 2º  | Independiente (Chivilcoy)     | 49  | 32 | 14 | 7 | 11 | 31 | 25 | 6   |
| 3º  | Sportivo Las Parejas          | 47  | 32 | 14 | 5 | 13 | 37 | 33 | 4   |
| 4º  | Sportivo Belgrano             | 47  | 32 | 14 | 5 | 13 | 42 | 34 | 8   |
| 5º  | El Linqueño                   | 44  | 32 | 12 | 8 | 12 | 41 | 37 | 4   |
| 6º  | Defensores de Pronunciamiento | 40  | 32 | 11 | 7 | 14 | 32 | 39 | −7  |
| 7º  | Defensores de Belgrano (VR)   | 38  | 32 | 10 | 8 | 14 | 29 | 39 | −10 |
| 8º  | Unión de Sunchales            | 37  | 32 | 11 | 4 | 17 | 25 | 38 | −13 |
| 9º  | Gimnasia y Esgrima (CdU)      | 33  | 32 | 8  | 9 | 15 | 24 | 37 | −13 |

|  | 0Classificados para a fase final do campeonato e para a Copa da Argentina de 2024 |
|  | 0Classificado para a fase final do campeonato                                     |
|  | 0Repescagem contra o rebaixamento                                                 |

| Fonte: Soccerway — AFA — Solo Ascenso — Promiedos — Mundo Ascenso — Ascenso del Interior |

### Grupo D
- Atualizado até 29 de outubro de 2023.

| Pos | Equipes                 | Pts | J  | V  | E  | D  | GP | GC | SG  |
| --- | ----------------------- | --- | -- | -- | -- | -- | -- | -- | --- |
| 1º  | Gimnasia y Tiro (S)     | 59  | 32 | 16 | 11 | 5  | 32 | 17 | 15  |
| 2º  | Central Norte (S)       | 49  | 32 | 13 | 10 | 9  | 38 | 30 | 8   |
| 3º  | Boca Unidos             | 46  | 32 | 12 | 10 | 10 | 31 | 36 | −5  |
| 4º  | Sol de América (F)      | 45  | 32 | 12 | 9  | 11 | 33 | 29 | 4   |
| 5º  | San Martín (F)          | 43  | 32 | 13 | 4  | 15 | 31 | 26 | 5   |
| 6º  | 9 de Julio (R)          | 41  | 32 | 11 | 8  | 13 | 34 | 34 | 0   |
| 7º  | Sarmiento (Resistencia) | 39  | 32 | 10 | 9  | 13 | 27 | 31 | −4  |
| 8º  | Crucero del Norte       | 36  | 32 | 8  | 12 | 12 | 28 | 35 | −7  |
| 9º  | Juventud Antoniana      | 32  | 32 | 7  | 11 | 14 | 20 | 36 | −16 |

|  | 0Classificados para a fase final do campeonato e para a Copa da Argentina de 2024 |
|  | 0Classificados para a fase final do campeonato                                    |
|  | 0Repescagem contra o rebaixamento                                                 |

| Fonte: Soccerway — AFA — Solo Ascenso — Promiedos — Mundo Ascenso — Ascenso del Interior |

## Repescagem contra o rebaixameto
| 5 de novembro | Juventud Antoniana                                     | 3 — 1     | Sportivo Peñarol (C)   | Santiago del Estero                                 |  |
| 17:00 (UTC−3) | - Juan Manuel Romero 4' - Martín Esparza 51' (p.), 75' | Relatório | - Santiago Ceballos 9' | Estádio: Arturo Jiya Miranda Árbitro: Bruno Amiconi |  |

| 5 de novembro | Gimnasia (CdU)                        | 2 — 0     | Liniers (BB) | Las Parejas                                       |  |
| 16:00 (UTC−3) | - Sebastián Luna 45+4' (p.), 70' (p.) | Relatório |              | Estádio: 4 de Septiembre Árbitro: Fernando Rekers |  |

## Fase final

### Tabela de Reclassificação
| Pos | Classificação | Equipes                   | Pts | SG |
| --- | ------------- | ------------------------- | --- | -- |
| 1º  | 1º do Grupo A | Olimpo                    | 70  |    |
| 2º  | 1º do Grupo C | Douglas Haig              | 67  |    |
| 3º  | 1º do Grupo B | Ciudad de Bolívar         | 59  | 20 |
| 4º  | 1º do Grupo D | Gimnasia y Tiro (S)       | 59  | 15 |
| 5º  | 2º do Grupo A | Villa Mitre               | 67  |    |
| 6º  | 2º do Grupo B | Argentino (MM)            | 58  |    |
| 7º  | 2º do Grupo D | Central Norte (S)         | 49  | 8  |
| 8º  | 2º do Grupo C | Independiente (Chivilcoy) | 49  | 6  |

| Pos | Classificação | Equipes                      | Pts | SG |
| --- | ------------- | ---------------------------- | --- | -- |
| 9º  | 3º do Grupo B | Juventud Unida Universitario | 51  |    |
| 10º | 3º do Grupo C | Sportivo Las Parejas         | 47  | 4  |
| 11º | 3º do Grupo A | Cipolletti                   | 47  | 1  |
| 12º | 3º do Grupo D | Boca Unidos                  | 46  |    |
| 13º | 4º do Grupo C | Sportivo Belgrano            | 47  |    |
| 14º | 4º do Grupo A | Sol de América (F)           | 45  |    |
| 15º | 4º do Grupo D | Ramón Santamarina            | 44  | 2  |
| 16º | 4º do Grupo B | Atenas de Río Cuarto         | 44  | 1  |

### Oitavas de final
| 4 de novembro Chave 5 | Villa Mitre              | 1 — 0     | Boca Unidos | Bahía Blanca                                 |  |
| 20:00 (UTC−3)         | - Agustín Cocciarini 88' | Relatório |             | Estádio: El Fortín Árbitro: Cristian Rubiano |  |

| 5 de novembro Chave 3 | Ciudad de Bolívar                                                    | 3 — 1     | Sol de América (F)       | Bolívar                                                      |  |
| 15:00 (UTC−3)         | - Luciano Vázquez 16' - Federico Guerra 79' - Alfredo Troncoso 90+7' | Relatório | - Maximiliano Osurak 46' | Estádio: Municipal Eva Perón Árbitro: Juan Ignacio Nebbietti |  |

| 5 de novembro Chave 6 | Argentino (MM)                                                                             | 4 — 0     | Cipolletti | Monte Maíz                                            |  |
| 16:00 (UTC−3)         | - Maximiliano Correa 24' - Mariano Guerreiro 37' - Hugo Vera Oviedo 44' - Franco Olmos 85' | Relatório |            | Estádio: Modesto Marrone Árbitro: José Darío Sandoval |  |

| 5 de novembro Chave 4 | Gimnasia y Tiro (S)                        | 2 — 0     | Sportivo Belgrano | Salta                                                           |  |
| 16:00 (UTC−3)         | - Adolfo Tallura 2' - Fabricio Rojas 45+1' | Relatório |                   | Estádio: El Gigante del Norte Árbitro: Mauricio Exequiel Martín |  |

| 5 de novembro Chave 1 | Olimpo                                            | 2 — 0     | Atenas (RC) | Bahía Blanca                                             |  |
| 16:30 (UTC−3)         | - Cristian Amarilla 59' - Facundo Affranchino 82' | Relatório |             | Estádio: Roberto Natalio Carminatti Árbitro: Joaquín Gil |  |

| 5 de novembro Chave 2 | Douglas Haig | 0 — 0     | Ramón Santamarina | Pergamino                                              |  |
| 17:00 (UTC−3)         |              | Relatório |                   | Estádio: Miguel Morales Árbitro: Maximiliano Macheroni |  |

| 5 de novembro Chave 8 | Independiente (C)   | 1 — 1     | Juventud Unida Universitario | Chivilcoy                                                        |  |
| 17:00 (UTC−3)         | - Franco Moreno 59' | Relatório | - Sebastián Balmaceda 90'    | Estádio: Raúl Orlando Lungarzo Árbitro: Nahuel Maximiliano Viñas |  |

| 5 de novembro Chave 7 | Central Norte (S)                             | 3 — 1     | Sportivo Las Parejas | Salta                                                               |  |
| 18:00 (UTC−3)         | - Diego Magno 5', 34' - Leonardo González 49' | Relatório | - Jonathan Font 85'  | Estádio: Doctor Luis Güemes Árbitro: Matías Ezequiel Carpio Billone |  |

### Quartas de final
| 12 de novembro Chave 3 | Ciudad de Bolívar   | 1 — 1     | Argentino de Monte Maíz | Bolívar                                             |  |
| 15:00 (UTC−3)          | - Israel Roldán 20' | Relatório | - Guillermo Sánchez 40' | Estádio: Municipal Eva Perón Árbitro: Bruno Amiconi |  |

| 12 de novembro Chave 4 | Gimnasia y Tiro (Salta) | 1 — 0     | Villa Mitre (Bahía Blanca) | Salta                                                  |  |
| 16:00 (UTC−3)          | - Adolfo Tallura 7'     | Relatório |                            | Estádio: El Gigante del Norte Árbitro: Fabricio Llobet |  |

| 12 de novembro Chave 1 | Olimpo (Bahía Blanca) | 1 — 0     | Independiente de Chivilcoy | Bahía Blanca                                                       |  |
| 16:30 (UTC−3)          | - Luis Vila 26'       | Relatório |                            | Estádio: Roberto Natalio Carminatti Árbitro: Maximiliano Macheroni |  |

| 12 de novembro Chave 2 | Douglas Haig | 5 — 0     | Central Norte (Salta) | Pergamino                                        |  |
| 17:00 (UTC−3)          | - Rodrigo Cabalucci 1' - Nicolás Johansen 45+6' - Tomás González 52' - Nicolás Johansen 70' - Nicolás Johansen 75' | Relatório |                       | Estádio: Miguel Morales Árbitro: Alvaro Carranza |  |

### Semifinal
| 26 de novembro Chave 1 | Olimpo (Bahía Blanca) | 0 — 1     | Gimnasia y Tiro (Salta) | Bahía Blanca                                                          |  |
| 17:00 (UTC−3)          |                       | Relatório | - Ezequiel Cérica 37'   | Estádio: Roberto Natalio Carminatti Árbitro: Nahuel Maximiliano Viñas |  |

| 26 de novembro Chave 2 | Douglas Haig                             | 2 — 1     | Ciudad de Bolívar    | Pergamino                                                     |  |
| 17:00 (UTC−3)          | - Ezequiel Ávila 78' - Pablo Cueva 90+3' | Relatório | - Luciano Vázquez 8' | Estádio: Miguel Morales Árbitro: Gastón Diego Monsón Brizuela |  |

### Final
| \| 3 de dezembro \| Douglas Haig \| 1 — 1 (1–3 pen.) \| Gimnasia y Tiro (Salta) \| La Rioja \| \| \| 20:00 (UTC−3) \| - Nicolás Johansen 34' \| \| - Ignacio Sanabria 39' \| Estádio: Carlos Augusto Mercado Luna Árbitro: Bruno Amiconi \| \| Gimnasia y Tiro de Salta promovido à Primera Nacional de 2024. |                        |                  |                         |                                                             |  |
| 3 de dezembro | Douglas Haig           | 1 — 1 (1–3 pen.) | Gimnasia y Tiro (Salta) | La Rioja                                                    |  |
| 20:00 (UTC−3) | - Nicolás Johansen 34' |                  | - Ignacio Sanabria 39'  | Estádio: Carlos Augusto Mercado Luna Árbitro: Bruno Amiconi |  |

## Premiação
| Torneo Federal A de 2023 Terceira Divisão do Campeonato Argentino de Futebol            |
| --------------------------------------------------------------------------------------- |
| Gimnasia y Tiro Campeão (1º título do Torneo Federal A) (3º título da terceira divisão) |